# Lambayeque (região)
Lambayeque é uma das 25 regiões do Peru, sua capital é a cidade de Chiclayo.

## Províncias (capital)
1. Chiclayo (Chiclayo)
2. Ferreñafe (Ferreñafe)
3. Lambayeque (Lambayeque)